# Caroline Catz
Caroline Catz (ur. 19 października 1970 w Manchesterze) – angielska aktorka filmowa, telewizyjna, radiowa i teatralna.

## Życiorys
Urodziła się w Manchesterze, jako Caroline Caplan. Nazwisko Catz przyjęła, jako pseudonim artystyczny, kiedy odkryła, że aktorka o jej imieniu i nazwisku jest już zarejestrowana w związku zawodowym aktorów, menedżerów i modeli (Equity).
Karierę aktorską rozpoczęła na początku lat 90. ubiegłego stulecia. W Polsce znana głównie z serialu Doktor Martin, w którym gra dyrektorkę szkoły w Portwenn.
Jest żoną brytyjskiego aktora Michaela Higgsa, z którym ma syna Sonny'ego i córkę Honour. Para poznała się na planie serialu The Bill.